# Hiéroglyphe égyptien N4
La pluie tombant du ciel en hiéroglyphes égyptiens, est classifiée dans la section N « Ciel, terre, eau » de la liste de Gardiner ; cet hiéroglyphe y est noté N4.

## Représentation
Il représente la voute céleste (hiéroglyphe N1) de laquelle s'écoule quatre filets de pluie. Il est translittéré jȝdt.

## Utilisation
Il ne fut utilisé que sous la XVIIIe dynastie.
| i | A | d · t · Z5 | N4 |

| i | A | d · t · Z5 | N4 |

| N4 |

| N4 |

| N4 |

| N4 |

| i | d · t | N4 |

| i | d · t | N4 |

C'est un déterminatif du champ lexical de la pluie.

## Exemples de mots
| V7 · n | i | i | i · N4 |

| V7 · n | i | i | i · N4 |

| i | g · p | N4 |

| i | g · p | N4 |

| z · n | T34 | m | w | E21 | N4 | N35A · Z2 |

| z · n | T34 | m | w | E21 | N4 | N35A · Z2 |